# Histogram
Histográm ali stôlpčni diagrám je vrsta grafikona, ki se uporablja v statistiki za prikaz porazdelitve določene statistične spremenljivke.
Histogram običajno narišemo v koordinatnem sistemu, kjer na vodoravno (abscisno) os nanašamo različne vrednosti statistične spremenljivke, na navpično (ordinatno) os pa ustrezne frekvence - tj. kako pogosto nastopa določena vrednost. Vrednosti pri tem predstavimo s pokončnimi stolpci (odtod tudi ime stolpčni diagram ali stolpčni grafikon).
Poseben primer histograma je kumulativni histogram, v katerem se vrednosti frekvenc seštevajo kumulativno od leve proti desni. V običajnem histogramu višina stolpca pove, koliko osebkov ima določeno lastnost enako x; v kumulativnem histogramu pa višina stolpca pove, koliko osebkov ima to lastnost manjšo ali enako x.
Zgled: